# Edith Josephy
Edith Johanna Hella Josephy (* 1899 in Schwaan; † 7. September 1942 in Auschwitz) war eine deutsche Chemikerin.

## Leben
Josephys Eltern waren der jüdische Kaufmann Rudolph Josephy (1869–1911) und seine Frau Frieda (1877–1943). Ab 1906 besuchte Josephy eine Höhere Töchterschule in Schwaan. Nach dem frühen Tod des Vaters zog die Mutter mit ihren Töchtern Edith und Lilli (1901–1945) nach Berlin. Dank der Betreuung durch die Baruch Auerbach’schen Waisen-Erziehungs-Anstalten für jüdische Knaben und Mädchen in der Schönhauser Allee besuchte Edith Josephy ab 1911 das Sophien-Lyzeum und ab 1915 eine Oberrealschule, an der sie im Februar 1919 die Reifeprüfung bestand.
Ab dem Sommersemester 1919 studierte Josephy an der Friedrich-Wilhelms-Universität Berlin Chemie, Mathematik und Physik. Zu ihren Lehrern gehörten Albert Einstein, James Franck, Heinrich Rubens und Arthur Wehnelt. Bei Ernst Hermann Riesenfeld fertigte sie ihre Dissertation über die Bildung und Zersetzung von Polythionaten an, die sie 1923 einreichte. Nach den mündlichen Prüfungen bei Max Bodenstein (Hauptfach Chemie), Max von Laue (Nebenfach Physik), Erhard Schmidt (Nebenfach Mathematik) und Wolfgang Köhler (Philosophie) erhielt sie 1924 den Doktortitel.
Josephy war Mitarbeiterin des Chemischen Zentralblatts und wurde auf Vorschlag des Redaktionsleiters Mitglied der Deutschen Physikalischen Gesellschaft (DPG). Sie arbeitete wissenschaftlich im Physikalisch-Chemischen Institut der Friedrich-Wilhelms-Universität mit entsprechenden Veröffentlichungen. Auch veröffentlichte sie 1927 einen Übersichtsartikel über die verschiedenen Fortschritte der Physikalischen Chemie in den letzten drei Jahren.
Josephy arbeitete bei Beilsteins Handbuch der Organischen Chemie (Beilstein) mit. Als nach der Machtergreifung Hitlers im Januar 1933 der jüdische Herausgeber Bernhard Prager die Entlassung der jüdischen Mitarbeiter verweigerte und zurücktrat, wurde auch Josephy entlassen. Sie fand eine Anstellung bei der Akademischen Verlagsgesellschaft. Sie entwickelte einen Plan für einen konkurrierenden englischsprachigen Beilstein. Nach einem Treffen mit dem Elsevier-Mitarbeiter Ted Clautz im Berliner Hotel Adlon und in Amsterdam organisierte Clautz 1937 die Emigration Josephys (mit Mutter und Schwester) und eines weiteren früheren Beilstein-Mitarbeiters in die Niederlande. Ihre DPG-Mitgliedschaft verlor Josephy 1938. Ein Band der neuen Elsevier Encyclopedia of Organic Chemistry wurde 1940 im Zweiten Weltkrieg abgeschlossen, konnte aber erst nach dem Krieg veröffentlicht werden.
Ab Mai 1942 musste Josephy auf Anordnung der deutschen Besatzungsregierung den Judenstern tragen. Im Juli 1942 ging sie auf Aufforderung mit ihrer Mutter und Schwester ins Sammellager. Sie wurde in das KZ Auschwitz-Birkenau deportiert, wo sie am 7. September 1942 getötet wurde. Ihre Mutter wurde 1943 im Vernichtungslager Sobibor ermordet. Ihre Schwester Lilli kam nach Bergen-Belsen, wurde auf der Fahrt des Verlorenen Zugs nach Theresienstadt am 23. April 1945 von der Roten Armee befreit und starb wenige Wochen später.